# 국제 개발 연구 대학원
제네바 국제개발대학원, 통칭 The Geneva Graduate Institute은 약칭 IHEID(프랑스어: Institut de hautes international and du développement)로도 불리며, 스위스 제네바에 위치하고 있다. 이 대학원은 유럽 대륙에서 처음으로 국제학을 학문 분야로 정립한 기관이며, 세계 최초의 국제학 단독 전문대학원으로서 국제 관계 분야에서 세계 최초로 박사 과정을 제공하였다.
이 대학원은 국제분야에서 코피 아난 전 유엔 사무총장을 비롯하여 노벨상 수상자 7명, 퓰리처 상 수상자 1명 그리고 수 많은 각국 대사, 외무장관, 국무위원들을 배출하면서 그 명성을 쌓아오고 있다. 이 대학원은 전세계 36개 국제전문대학원으로 구성된 APSIA의 정회원이다.
이 대학원은 100 개국 이상에서 온 약 900 명의 대학원생이 재학 중이며 국제 학생 비율이 80%를 넘는다. 공식적으로 이중 언어 (영어–불어) 사용 기관이지만 많은 수업들이 영어로 진행되며 고급 불어 구사 능력이 반드시 필요한 것은 아니다.

## 약력
1927년 설립 당시 명칭은 국제대학원(IHEI 또는 HEI)이었으며, 외교관이며 학자였던 국제연맹의 사무국장 William Rappard(스위스)와 프랑스의 Paul Mantoux가 이중 언어 사용 기관인 국제연맹과 국제노동기구(ILO)의 직원 교육 연수를 담당하고 이들 기관으로부터 전문적 지식 자원을 제공 받으므로써 상호 교육과 정책 연구 협력을 실행할 목적으로 설립되었다. 초창기 30 여년 간은 록펠러 재단의 지원금으로 운영되었으며, 1955년에 William Rappard의 후임으로 Jacques Freymond가 부임한 이후 제네바 지자체와 스위스 연방 정부의 재정으로 운영되고 있다.
국제연맹의 뒤를 이은 UN(국제연합)과 현재까지 강력한 유대 관계를 유지해 오고 있으며, 로마 클럽 보고서와 같은 국제문제와 관련된 수 많은 연구 과제를 추진해 왔다. 이러한 역사적 배경과 지리적 장점으로 인해 많은 동문들이 유엔 기구에서 일하고 있다.
1961년 제네바에 설립된 개발대학원(Institute of Development Studies)을 2008년 합병하면서 현재의 국제개발대학원(The Graduate Institute of International and Development Studies)으로 개칭하였다.

## 산하 연구소 및 연계 프로그램
국제개발대학원에는 국제문제와 관련된 9개의 연구소가 있다.
- Centre on Conflict, Development & Peacebuilding
- Centre for Finance and Development
- Centre for International Environmental Studies
- Global Migration Centre
- Centre for Trade and Economic Integration
- Gender Centre
- Global Health Centre
- Albert Hirschman Centre on Democracy
- Global Governance Centre

또한 5개의 연계 프로그램을 통해 많은 국제 기구와 정부, 특히 스위스 정부를 위한 위탁 전문 지식과 응용 연구를 제공한다.
- The Small Arms Survey
- NORRAG (Network for International Policies and Cooperation in Education and Training)
- Global Commission on Drug Policy
- Geneva Peacebuilding Platform
- Bilateral Assistance and Capacity Building for Central Banks

## 캠퍼스
3개의 캠퍼스 중 Maison de la Paix로 불리는 주 캠퍼스는 제네바 유엔사무소 · 국제노동기구(ILO) · 세계무역기구(WTO) · 세계보건기구(WHO) · 국제적십자위원회 · 세계지적재산권기구 등 여러 UN 산하 기관과 정부 단체 그리고 국제적 NGO 들과 이웃하고 있으며, 연구와 교육 · 인재 파견과 정보교류 등 다방면에서 상호 밀접하게 협력하고 있다.

## 교육
이 대학원은 학위 과정에 있어 석사와 박사 과정만 제공한다.
전문대학원으로서 학부 과정은 제공하지 않지만 5년 과정의 학사-석사 연계 학위 프로그램을 미국의 예일 대학교 · 웨슬리 대학교 · 스미스 대학교 · 콜게이트 대학을 비롯하여 중국의 베이징 대학교 · 홍콩 대학교 등과 협력하여 제공하고 있다.
또한 하버드 대학교 케네디스쿨(공공정책대학원)의 유일한 파트너 대학으로서 공공정책학 분야에서 상호 이중 학위를 공동으로 제공하며, 조지타운 대학교 로스쿨 국제보건법 분야 LL.M. 과정, 제네바 대학교 (University of Geneva) LL.M. 과정 중 국제 분쟁 조정 · 국제 인권법 분야, 그리고 공정거래 석사 과정 · 국제 보건학 석사 과정 · 아시아 연구 석사 학위 과정도 공동으로 제공하고 있다.
복수/공동 학위 프로그램 외에도 학생들은 하버드 대학교 로스쿨, 조지타운 대학교 로스쿨, 미시간 대학교 로스쿨, UCLA 로스쿨, 보스톤 대학교 로스쿨, 예일대,  조지워싱턴 대학교 엘리엇트 국제대학원, 터프스 대학교 플레처 법학 & 외교 대학원, 노스 웨스턴 대학원, 프랑스의 사회과학 분야의 독보적인 그랑제꼴인 시앙스포-파리 캠퍼스, 서울대학교 국제대학원, 싱가포르 국립대 Lee Kuan Yew 공공정책대학원, 홍콩대 대학원, 칭화대 대학원, 복단대 대학원, 북경대 대학원, 스위스의 ETH Zurich대(스위스 취리히 연방공대) 대학원 등에서 교환 학기를 보낼 수 있다.

### 순위
국제개발대학원은 국제 사회에서 세계적인 명성을 가지고 있지만 사회과학 및 국제법 전문 석박사 과정만 제공하는 대학원이기 때문에 일반적인 세계 대학 순위에 참여하지 않는다.
2014년 Foreign Policy "Inside the Ivory Tower" 세계 최고 국제관계학 프로그램 순위에서 24위에 올랐다.

### 석사 학위 프로그램

#### 단독 학제 (Disciplinary Program)
- [인류학과 사회학(Anthropology and Sociology)]
- [국제경제(International Economics)]
- [국제역사(International History)]
- [국제법(International Law)]
- [국제관계와 정치학(International Relations and Political Science)]이 있으며,

#### 융복합 학제 프로그램 (Interdisciplinary Program)
단독 학제 프로그램의 핵심 요소를 추출하여 구성했으며 아래 두 과정으로 나뉜다.
- [국제학(International Affairs)]
- [개발학(Development Studies)]

융복합 학제 프로그램은 [1.필수과정] · [2.특화과정] · [3.자유선택과정] · [4.전문 실습 과정] · [5.최종 논문 과정]으로 구성된다. 이를 [국제학(International Affairs)] Program의 예를 들어 설명하자면 아래와 같다. 
[1.필수과정: Compulsory Course]

처음 두 학기 동안 수학적 해석 기법을 통해 문제를 정량적이며 정성적으로 분석할 수 있는 역량을 기르기 위해 다음 두 가지 과목을 필수로 이수한다. 12학점
- Statistical Methods in Social Sciences
- Qualitative Methods

동시에 다음 4과목 중 2 과목을 필수 선택하여 이수해야 한다. 12학점
- Applying Organization Theories to Practice
- Gender and International Affairs
- Global Governance and Regulation: Actors and Processes
- International Policy Analysis

이상 필수 과정과 필수 선택 과정은 [국제학(International Affairs)]·[개발학(Development Studies)] 프로그램에 공통 적용된다. 
[2.특화과정: Specialization]

두 번째 학기 시작 전에 다음 3 가지 트랙 중 하나를 주전공 트랙으로 선택해야 한다.[국제학(International Affairs)] 프로그램 사례;
- Global Security
- Trade & International Finance
- Environment, Resources & Sustainability

위와 동시에 부전공 트랙으로 위 3 가지 트랙 중 나머지 두개 트랙에서 하나를 선택하거나;
또는 [개발학(Development Studies)] 프로그램에서 제공하는 아래 3가지 주전공 트랙 중 하나를 선택하거나;
- Power, Conflict & Development
- Mobilities, Spaces & Cities
- Environment, Resources & Sustainability

또는
- Global Health 트랙을 선택해야 한다.

각 특화과정은 트랙 별로 2개의 핵심 과목과 이와 연관 있는 10 개 내외의 선택 과목들로 구성되어 있다. 전공 트랙은 2개의 핵심과목 중 하나 + 연관 선택 과목 과목 3 개를 이수하고, 부전공 트랙은 핵심과목과 연관 선택 과목 구분 없이 이들 중 2개를 선택하여 이수 해야 한다. 따라서 전공 트랙에서는 24학점, 부전공 트랙에서 12학점을 이수해야 한다.

[3.자유선택 과목:Free Elective]

3개의 자유선택 과목은 융복합 학제 프로그램과 단독 학제 프로그램과정에서 제공되는 과목 중 자유롭게 선택할 수 있다.

[4.전문 실습 및 실행 능력 과정: Skill Workshops, Capstone, Internship ]

Capstone 코스는 약 8개월에 걸쳐 자신의 전공 트랙에 관련된 문제를 3~4명으로 팀을 이루어 실제적으로 해결해 가는 프로젝트로 최종 12,000 ~ 15,000 단어로 된 프로젝트 보고서를 완성하여 파트너 기관에 제출하고 평가 받는다. 9학점

Skill Workshops 코스는 다음 주제 중 4개의 Workshops을 이행한다. 12 학점
- Behavioral Public Policy

- Big Data Analysis
- Crisis Communication
- Evaluation of Development Projects
- Negotiation Techniques
- Personal Presence & Storytelling
- Project Management
- Strategic Foresight

Internship은 제네바 주재 UN 산하 기구, 각국 정부 조직 및 국제적인 NGO 그리고 국제적 기업들에서 다양한 포지션의 역할을 경험한다. 이를 원치 않을 경우 선택 과목으로 추가 3학점을 대체할 수 있다.  3학점
[5.최종 논문: Thesis]
18학점

## 입학 및 학비
지원자의 합격률은 매년 약간의 차이가 있지만 대략 10% 대 초·중반으로 알려져 있다. 순수 학비는 비싼 편이 아니지만 스위스의 물가가 워낙 높은 편이라 연간 US$ 30,000 정도는 예상해야 한다. 물론 석사 과정의 학생 50% 정도가 어떤 방식으로든 재정 지원을 받는 것을 감안하면 재정적 부담이 미국이나 영국 대학처럼 크지는 않을 것이다.
참고로 비미영 지역 국제관계대학원에서 이 대학원의 명성과 자주 비교되는 곳은 프랑스의 시앙스포-파리 캠퍼스이며, 유럽 지역 소재 국제관계 전문 대학원 중에서는 이 대학원과 영국의 런던 정경대 대학원(LSE) 그리고 시앙스포-파리 캠퍼스가 인지도 면에서 가장 높다해도 틀린 말은 아닐 것이다.  